# The Menace to Carlotta
The Menace to Carlotta é um filme mudo em curta-metragem norte-americano de 1914, do gênero drama, dirigido por Allan Dwan e estrelado por Pauline Bush, William C. Dowlan e Lon Chaney. O filme foi roteirizado por Chaney. Foi banido pela censura de Quebec, em 19 de março de 1914. O filme é hoje considerado perdido.

## Elenco
- Pauline Bush ... Carlotta
- William C. Dowlan ... Tony
- Murdock MacQuarrie ... Pai do Tony
- Lon Chaney ... Giovanni Bartholdi
- John Burton